# Tenzin Chokyi Gyaltsen
Tenzin Chokyi Gyaltsen (tibétain : བསྟན་འཛིན་ཆོས་ཀྱི་རྒྱལ་མཚན་, Wylie : bstan 'dzin chos kyi rgyal mtshan) né à Lhassa le 10 janvier 1983 est le 13e dans la lignée des tatsak jedrung). Il est reconnu par le dalaï-lama comme l'actuel Kundeling Rimpoché. 

## Biographie

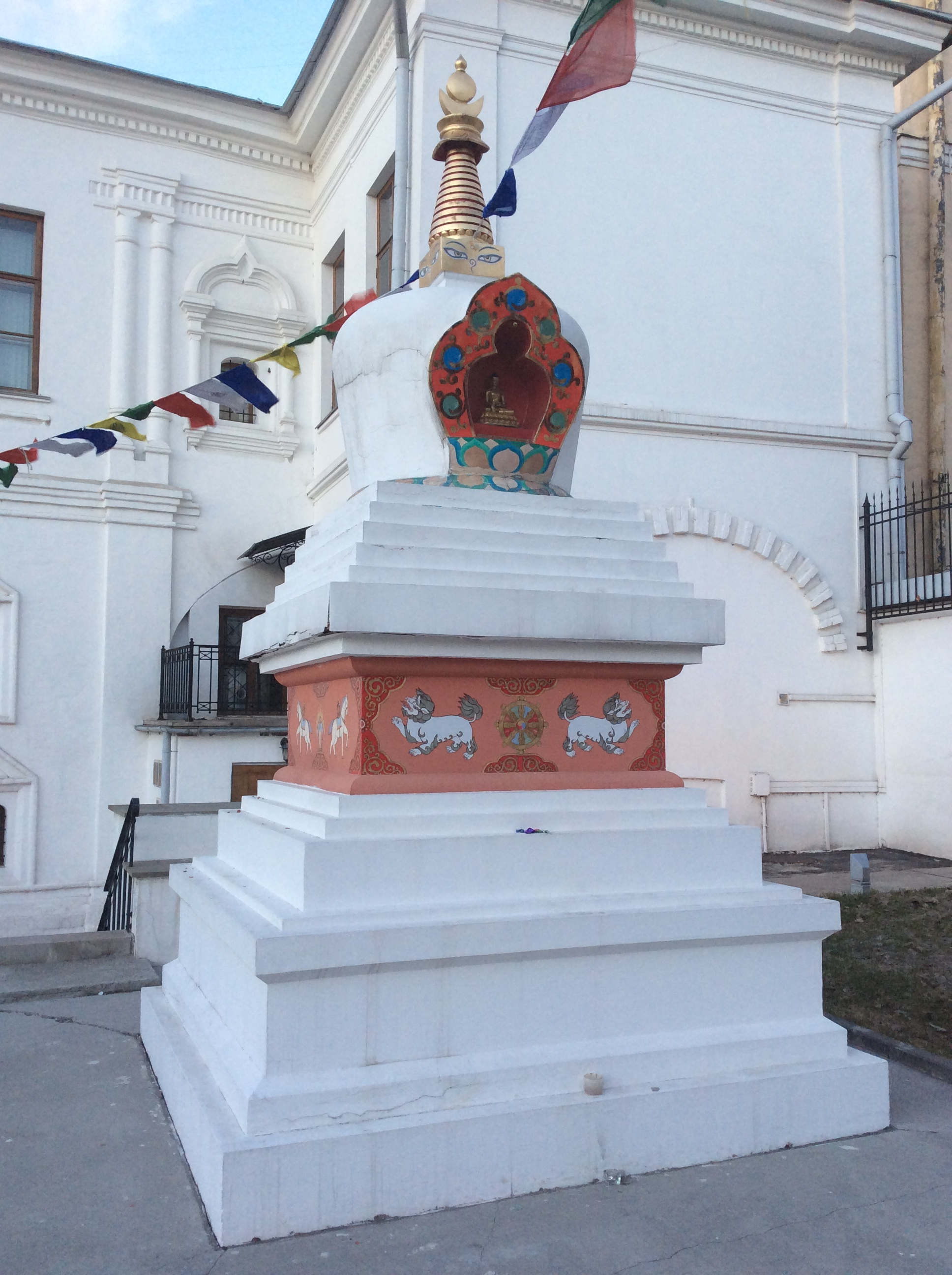
stupa des Lumières à Moscou

Il est le fils d’un fonctionnaire de la région autonome du Tibet. En 1993, alors qu'il a 10 ans, il apprend qu'il est un tulkou, identifié par le 14e dalaï-lama, Tenzin Gyatso, depuis Dharamsala, ville où il est réfugié en Inde depuis 1959. Il s'enfuit du Tibet et traverse l’Himalaya pour rejoindre Dharamsala. C'est là qu'il est intronisé après une cérémonie dans la résidence du dalaï-lama. Il se peut qu'il devienne le maître spirituel du futur dalaï-lama, comme ce fut le cas de ces prédécesseurs. L'actuel dalaï-lama pense cependant vivre jusque vers 2048 pour atteindre l'âge d'environ 113 ans. Depuis son arrivée à Dharamsala où il fut conduit par ses parents, Kundeling Rimpoché n’a pas revu son père. Il n'a pas vu sa mère depuis vingt ans quand elle a pu visiter le monastère Drepung du sud de l’Inde. Sa sœur, frappée d'ostracisme par le pouvoir chinois, l'a rejoint en 2007 à Dharamsala.
En 2015, lama Tengon, d’origine bouriate (peuple mongol de Sibérie), supérieur du monastère Shedrub Choekhor Ling l'invite à donner un enseignement en France.
Le 16 septembre 2017, il consacre le stupa des Lumières dans l'enceinte du Centre international musée Nicolas Roerich à Moscou. 
En 2019, il donne un enseignement bouddhique à Singapour
En 2020, il donne un total de plus de 2 millions de roupies pour les secours pour la pandémie de Covid-19 en Inde.
Kundeling Tatsak Rinpoché représente la communauté bouddhiste à la Conférence interconfessionnelle de toutes les religions qui s'est tenue au Vatican du 29 au 30 novembre 2024. A cette occasion, il a une audience avec le pape François, au cours de laquelle il lui offre un livre écrit par le 14e dalaï-lama.